# Wisconsin Automobile Corporation
Wisconsin Automobile Corporation, vorher U.S. Tractor & Machinery Company, war ein US-amerikanischer Hersteller von Kraftfahrzeugen.

## Unternehmensgeschichte
Das Unternehmen wurde 1918 in Chicago in Illinois gegründet. Zunächst stellte es Traktoren her. 1919 zog das Unternehmen nach Menasha in Wisconsin. 1922 wurde die Produktion von Automobilen angekündigt. Dazu wurden Baupläne von Winther Motors erworben. 1923 folgte die Umfirmierung in Wisconsin Automobile Corporation. Christ Walter wurde Präsident, während G. D. Harris Vizepräsident blieb. A. B. Jensen agierte als Schatzmeister, J. G. Sailer als Sekretär und A. F. Reinecker als Assistent. Wenig später folgte der Antrag auf Insolvenz. Während der Insolvenz entstanden etwa neun oder sechs bis zehn Personenkraftwagen. Der Markenname lautete Harris Six, benannt nach dem Vizepräsidenten. Der Bankrott folgte.

## Fahrzeuge

### Traktoren
Die Traktoren wurden Uncle Sam genannt. Die erste Ausführung war der 12-20. Darauf folgte der 20-30. Er hatte einen Vierzylindermotor von der Beaver Manufacturing Company.

### Pkw
Im Angebot stand nur ein Modell. Der Motor kam von Herschell-Spillman. Es war ein Sechszylindermotor vom Typ Model 40 mit L-Kopf. Das Fahrgestell hatte 305 cm Radstand. Die Aufbauten waren offene Tourenwagen.